# Ashley Marsters
Pour les articles homonymes, voir Marsters.
Pas d'image ? Cliquez ici

a Compétitions nationales et continentales officielles uniquement.

b Matchs officiels uniquement.
Dernière mise à jour le 5 mars 2025.
Ashley Marsters, née le 2 novembre 1993 à Rarotonga (Îles Cook), est une joueuse internationale australienne de rugby à XV évoluant aux postes de talonneur et de troisième ligne aile. Elle joue à la Western Force.

## Biographie
Ashley Marsters naît le 2 novembre 1993 à Rarotonga aux Îles Cook.
En 2022, elle joue pour les Melbourne Rebels. Elle compte 18 sélections en équipe d'Australie quand elle est retenue en septembre 2022 pour disputer la Coupe du monde en Nouvelle-Zélande.
En début de saison 2023-2024, elle rejoint la France et le club du Montpellier RC,. Pour la saison 2024 du Super Rugby Women's, elle fait son retour en Australie dans son ancienne équipe des Melbourne Rebels dont elle est capitaine.
Au mois d'octobre 2024, durant le WXV, elle bat le record de sélections avec les Wallaroos détenu jusque-là par Liz Patu.
À la suite de la liquidation des Melbourne Rebels, elle rejoint la Western Force en 2025.

## Palmarès

### En équipe nationale
- Vainqueur du WXV 2 en 2024.

### Distinctions personnelles
- Joueuse la plus capée de l'histoire de l'équipe d'Australie féminine de rugby à XV.